# Chemin de fer de Bône à La Calle

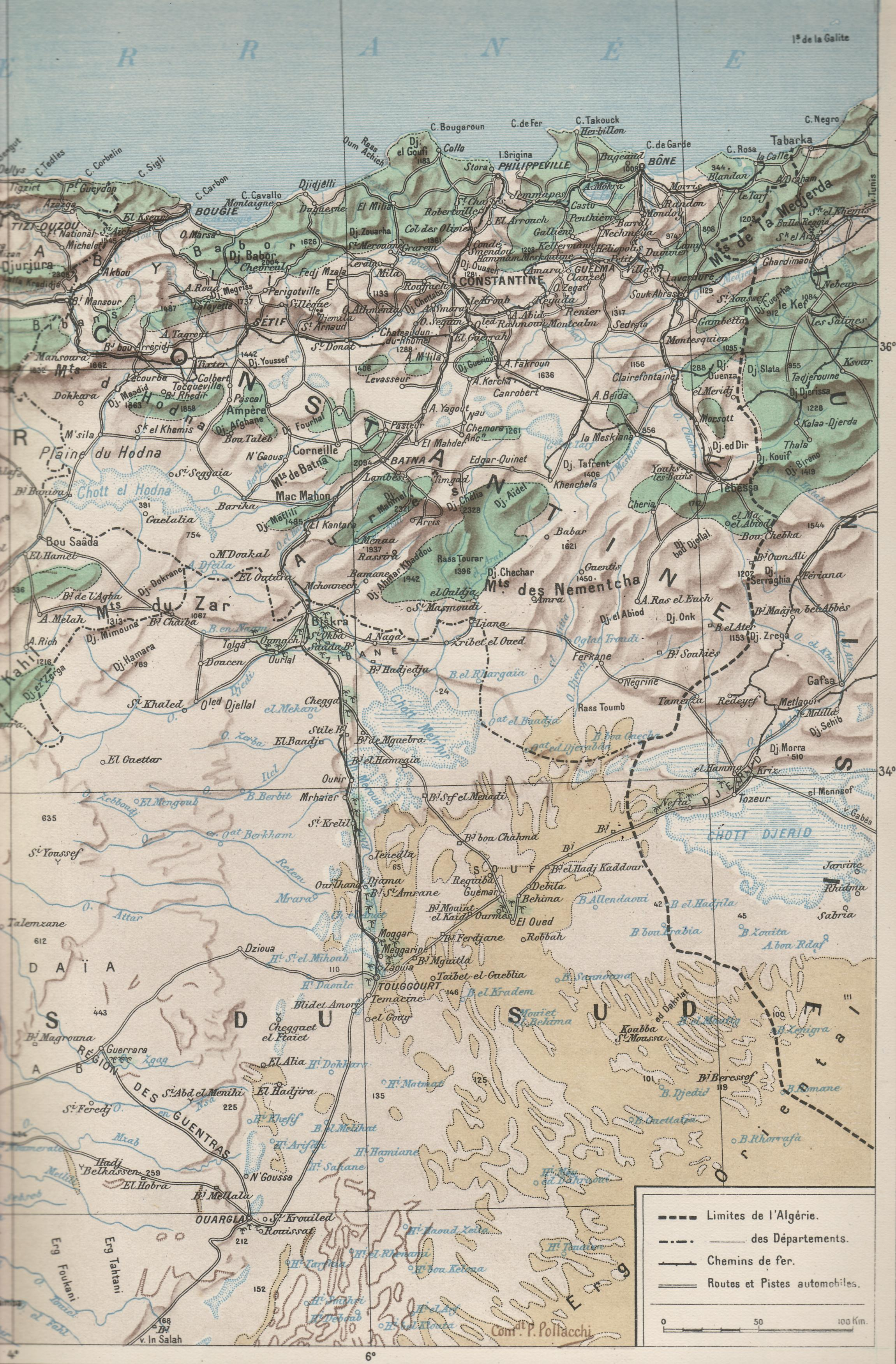
Carte de la ligne située au NE de la côte de l'Algérie.

Le Chemin de fer de Bône à La Calle est un chemin de fer à voie métrique situé en Algérie dans le département de Constantine. La ligne est concédée le 18 août 1900 et ouverte le 18 août 1904. Elle relie Bône à La Calle, soit une distance de 88 km. 
La ligne ferroviaire a été concédée à Emile Laborie, ingénieur civil, auquel se substitue par la suite la Compagnie du tramway de Bône à La Calle et extensions, société anonyme au capital de 600 000 francs.
Dans les années 1920, la compagnie disparait et la ligne est intégrée au réseau des Compagnie des chemins de fer algériens de l'État. Elle disparait définitivement en 1939.

## Les Gares
- Bône, Morris, Lac des Oiseaux, Blandan, le Tarf, Yusuf, lac Oubeïra, la Calle[7]

## Matériel roulant
- N°1 à 5, locomotives type 021T Corpet-Louvet 1902, (893-897)